# Stade Racing Colmar
Lo Stade Racing Colmar è una società polisportiva francese con sede nella città di Colmar, la cui sezione calcistica milita nel Championnat National 2, quarta divisione del campionato francese di calcio.

## Storia
La sezione calcistica della polisportiva è stata fondata nel 1920, sulle ceneri dell'Association Sportive de Colmar. Campione d'Alsazia nel 1931, nel 1937 ottiene la licenza professionistica; grazie anche al consistente aiuto economico del presidente-mecenate Joseph Lehmann, che tra il 1937 e il 1949 finanzierà la squadra, nel 1947-48 raggiunge le semifinali di Coppa di Francia (dove il Colmar esce sconfitto per 5-1 contro il Lens, sul neutro di Lione) e soprattutto la promozione in Division 1.
La permanenza nella massima serie dura solo una stagione; nonostante l'onorevole undicesimo posto finale, a causa di un triste episodio, ovvero la morte del presidente Lehmann, avvenuta il 17 maggio 1949, la squadra si ritrova senza il suo principale finanziatore e rinuncia alla licenza professionistica, iniziando un processo di regredimento e arrivando a giocare in varie serie minori.
Nel la stagione 1991-1992, dopo un'altra epopea in coppa nazionale interrotta dal Lens, les verts tornano a giocare in CFA 2, la quinta serie francese.
Nonostante vari problemi derivanti da una fase di instabilità società accorsa negli anni 1980, il club riesce a stabilizzarsi in quinta serie, ottenendo come miglior risultato il raggiungimento degli ottavi di finale della Coppa di Francia 2005-2006, in cui dopo aver eliminato nel turno precedente i monegaschi del Monaco, sconfiggendoli 1-0 viene sconfitto dal Rennes per 4-1.
Grazie a un progredimento costante in campionato tra il 2004 e il 2008, al termine della stagione 2007-2008 les verts ottengono la promozione in CFA dopo aver battuto l'Amnéville.
La stagione successiva il club ottiene  quinto posto nel Gruppo A di CFA; mentre nel 2010 il Colmar conquista la promozione in Championnat National grazie a 19 vittorie in 36 partite.
L'esperienza in terza serie dura sei anni, infatti al termine della stagione 2015-2016 dopo la dimissione in blocco del comitato esecutivo del club nel luglio 2016 e il conseguente fallimento del Sports Réunis Colmar, il club viene escluso dal campionato.
Nella stessa estate il Colmar viene rifondato con il nome Stade Racing Colmar, venendo adesso in Régional 2.

## Rosa delle stagioni precedenti
- 1948-1949

## Palmarès

### Competizioni nazionali
- Championnat de France amateur: 1

2009-2010
- Championnat National 3: 2

2021-2022 (girone F), 2024-2025 (girone H)

### Competizioni regionali
- Coppa d'Alsazia: 4

1948-1949, 1999-2000, 2000-2001, 2017-2018

### Altri piazzamenti
- Coppa di Francia:

Semifinalista: 1947-1948
- Division 2:

Secondo posto: 1947-1948